# Пентафторфенилсеребро
Пентафторфенилсеребро — металлоорганическое соединение
серебра
с формулой C6F5Ag,
бесцветные кристаллы,
реагирует с кислородом воздуха и с водой,
неустойчиво на свету.

## Получение
- Реакций растворов пентафторфениллития и трифторацетата серебра в диэтиловом эфире:

{\displaystyle {\mathsf {C_{6}F_{5}Li+CF_{3}COOAg\ {\xrightarrow {}}\ C_{6}F_{5}Ag+CF_{3}COOLi}}}

## Физические свойства
Пентафторфенилсеребро образует бесцветные кристаллы.
Реагирует с кислородом воздуха, поэтому все работы проводятся в инертной атмосфере.
Хранят в темноте при -25°С. На свету соединение медленно темнеет.
Реагирует с водой.
Растворяется в эфире, ацетонитриле, диметилформамиде и пиридине.
Плохо растворяется в бензоле и гексане.